# Mirko Eichhorn
Mirko Eichhorn (* 30. August 1971 in Berlin) ist ein ehemaliger deutscher Eiskunstläufer.

## Werdegang
Mirko Eichhorn begann 1975 mit dem Eiskunstlaufen. Er wurde 1989 DDR-Meister und 1992 Deutscher Meister im Eiskunstlauf der Herren. Er startete für den SC Berlin. Sein Trainer war Rolf Oesterreich.

## Erfolge/Ergebnisse

### Weltmeisterschaften
- 1989 – 16. Rang – Paris
- 1990 – nach Kurzprogramm (21. Rang) ausgeschieden – Halifax
- 1991 – 15. Rang – München
- 1992 – 15. Rang – Oakland

### Juniorenweltmeisterschaften
- 1989 – 5. Rang – Sarajevo
- 1990 – 5. Rang – Colorado Springs

### Europameisterschaften
- 1991 – 7. Rang – Sofia
- 1992 – 13. Rang – Lausanne
- 1993 – nicht teilgenommen
- 1994 – 16. Rang – Kopenhagen
- 1995 – 19. Rang – Dortmund

### DDR-Meisterschaften
- 1987 – 4. Rang
- 1988 – 3. Rang
- 1989 – 1. Rang
- 1990 – 2. Rang

### Deutsche Meisterschaften
- 1991 – 2. Rang
- 1992 – 1. Rang
- 1993 – nach Kurzprogramm (9. Rang) aufgegeben
- 1994 – 2. Rang
- 1995 – 3. Rang

### Andere Wettbewerbe
- 1991 – 2. Rang – Nations Cup, Gelsenkirchen

| Personendaten    | Personendaten            |
| ---------------- | ------------------------ |
| NAME             | Eichhorn, Mirko          |
| KURZBESCHREIBUNG | deutscher Eiskunstläufer |
| GEBURTSDATUM     | 30. August 1971          |
| GEBURTSORT       | Berlin                   |